# Apache TomEE
Apache TomEE — програмний продукт Apache Software Foundation, в рамках якого розвивається редакція контейнера сервлетів Apache Tomcat (Tomcat + Java EE = TomEE), що забезпечує повну сумісність і переносимість рішень на базі Java Enterprise Edition. Apache TomEE офіційно сертифікований на сумісність з Java EE 6 (Web Profile + AX-RS для вебсервісів RESTful).
Apache TomEE об'єднує в рамках одного продукту кілька Java-проектів Apache, включаючи Apache OpenEJB, Apache OpenWebBeans, Apache OpenJPA, Apache Geronimo Transaction, Apache Geronimo JavaMail, Apache Bean Validation і Apache MyFaces. Додатково поставляється версія TomEE+, яка відрізняється інтеграцією Apache CXF, Apache ActiveMQ і Apache Geronimo Connector. Серед відмінних рис Apache TomEE відзначається невеликий розмір коду (вебпрофіль займає менше 30 Мб), мале споживання ресурсів, висока продуктивність.
Початковий код TomEE доступний під ліцензією Apache v2.0.

## Виноски
1. ↑  Новая версия Apache TomEE 1.5 [Архівовано 25 січня 2013 у Wayback Machine.] // opennet.ru 10.10.2012